# Xã Smithton, Quận St. Clair, Illinois
Xã Smithton (tiếng Anh: Smithton Township) là một xã thuộc quận St. Clair, tiểu bang Illinois, Hoa Kỳ. Năm 2010, dân số của xã này là 4.275 người.